# Перш
Перш (фр. Perche) — провинция Франции, существовавшая с 1227 по 1790 год. В разные годы столицей провинции были города Корбон, Беллем, Мортань-о-Перш и Ножан-ле-Ротру.
Бывшее графство Перш было создано в X веке. В 1227 году оно было присоединено к королевскому домену. Это была одна из самых маленьких французских провинций, и вместе с провинцией Мэн она была объединена в губернаторство Мэн и Перш, однако сохранила своё местное самоуправление и своеобразие. Провинция прекратила своё существование после создания департаментов в 1790 году.
Сегодня почти большинство земель бывшей провинции принадлежат департаментам Орн и Эр и Луар, небольшие части отошли также к департаментам Эр, Сарта и Луар и Шер.
Порода лошадей-тяжеловозов першерон происходит из этой французской провинции.